# Seleção Malvinense de Futebol
A Seleção Malvinense de futebol representa o território ultramarino britânico das Ilhas Malvinas (ou Falkland) em competições de futebol. É controlada pela Liga de Futebol das Ilhas Malvinas (FIFL). A FIFL não pertence à CONMEBOL, pois seus países membros apoiam a Argentina no conflito de soberania, e portanto, não podem ser membros da FIFA. Assim, a seleção não pode disputar competições oficiais, como a Copa do Mundo e a Copa América. A equipe participou dos Jogos Insulares em 2001, 2005, 2009, 2011, 2013, 2015 e 2017.
Em 2013, obteve uma vitória recorde (6 a 0 sobre a Seleção de Frøya) e uma medalha de 3º lugar.